# 馬瑟斯氏魮
馬瑟斯氏魮（学名：Barbus matthesi）為輻鰭魚綱鯉形目鯉科魮屬的其中一個種。該物種於1963年由Max Poll和Jean-Pierre Gosse描述及命名，分布於非洲剛果河流域，體長可達6.2公分。

## 扩展阅读
維基物種上的相關：馬瑟斯氏魮